# Iglesia de la Última Cena (Rostov del Don)
La Iglesia de la Última Cena (en ruso: Церковь Тайной Вечери) es una iglesia católica en Rostov del Don en Rusia que depende de la Diócesis de Saratov.
La historia de la parroquia católica de Rostov se inicia en la segunda mitad del siglo XIX, en una comunidad que en ese momento tenía más de cinco mil fieles. Pero al igual que muchas iglesias en el país, la iglesia de Rostov fue destruida por los comunistas en la mitad del siglo XX. La parroquia renació en 1992, cuando las relaciones normales se establecen entre el Estado y las diversas denominaciones, después de la caída de la Unión Soviética. Ella recibió una donación pequeña de una capilla de madera en octubre de 1993.
La primera piedra de la iglesia actual fue colocada en la primavera de 1999, así como las obras de construcción de la parroquia. La iglesia fue consagrada el 19 de septiembre de 2004 por el obispo de Saratov Monseñor Pickel. El número de fieles que asisten regularmente a la misa es de alrededor de cuatrocientas personas, muchas de las cuales son origen armenio católico.

## Véase también

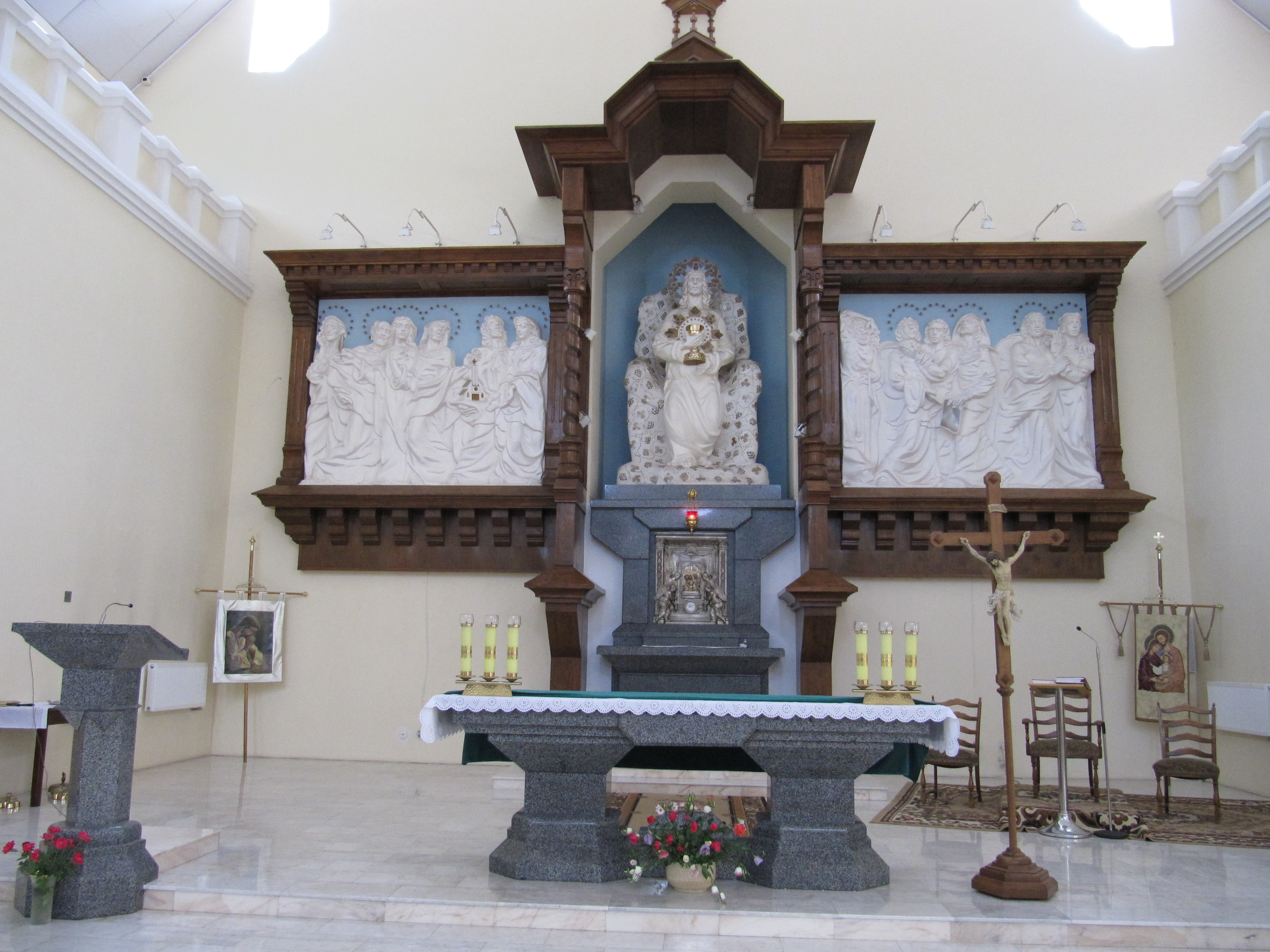
Vista interna del templo